# Referendum abrogativi in Italia del 2022
I referendum abrogativi in Italia del 2022 si sono tenuti domenica 12 giugno, in contemporanea al primo turno delle elezioni amministrative, e hanno avuto come oggetto l'abrogazione di alcune norme sul funzionamento del sistema giudiziario italiano.
I quesiti referendari sono stati inizialmente promossi dal "Comitato Giustizia Giusta", costituito dalla Lega per Salvini Premier e dal Partito Radicale Transnazionale, ma nonostante la raccolta delle firme, avvenuta anche digitalmente, essi sono stati presentati per effetto della richiesta pervenuta da nove consigli regionali, tutti a maggioranza di centro-destra.
Il quorum della maggioranza degli aventi diritto non è stato raggiunto per alcuno dei 5 quesiti, registrando altresì la più bassa affluenza in una consultazione referendaria, attestandosi al 20,4%.
Pochi giorni dopo il voto, il 16 giugno 2022 il Senato della Repubblica ha approvato in via definitiva la cosiddetta "riforma Cartabia" (già approvata il 26 aprile dalla Camera dei deputati), che ha comunque recepito integralmente quanto proposto dal quinto quesito e modificato parzialmente le norme indicate nel terzo e nel quarto quesito.

## Iniziativa referendaria

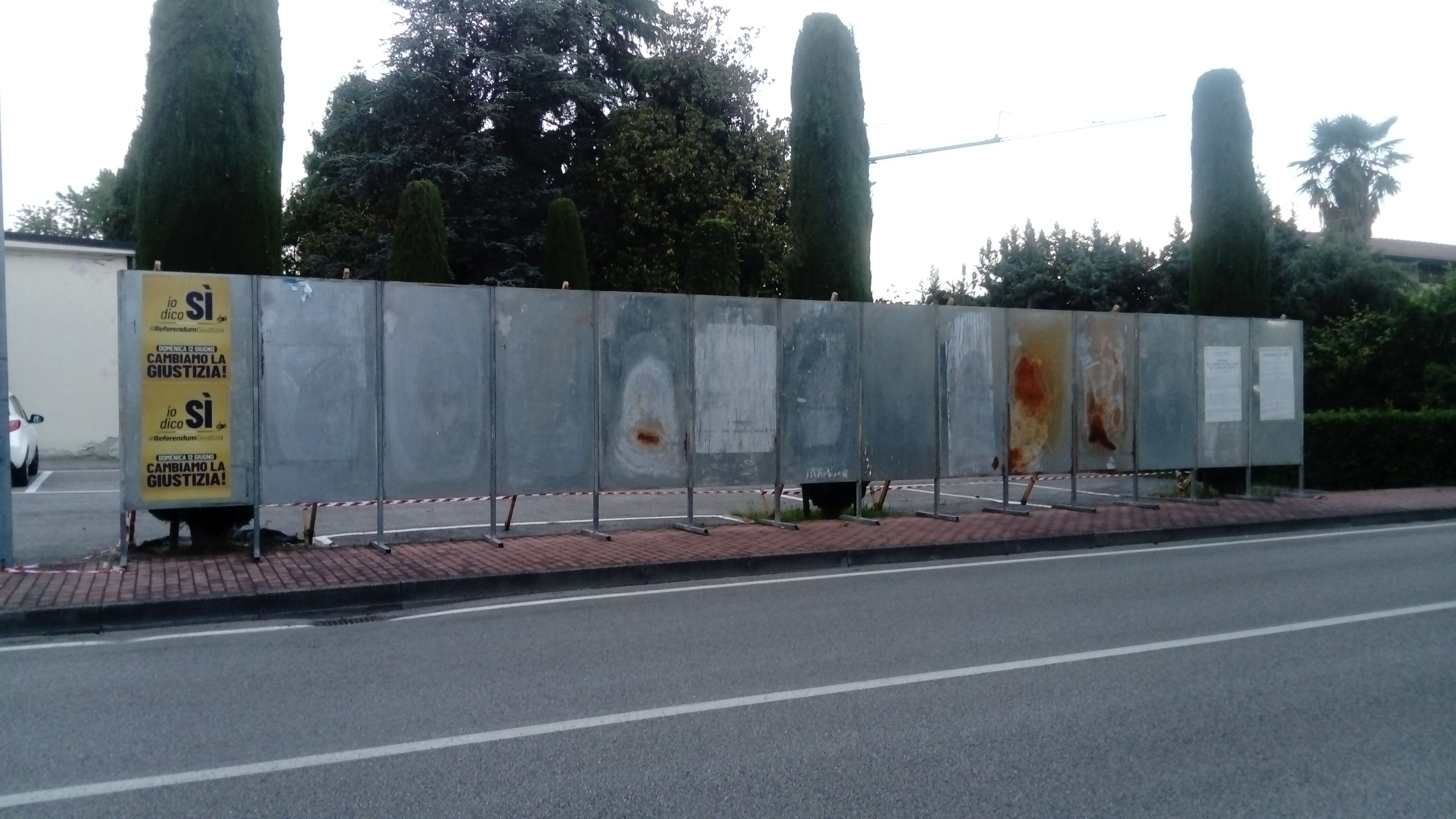
Campagna elettorale per i referendum 2022.

A seguito delle vicende riguardanti l'ex magistrato Luca Palamara, nel febbraio 2021 Maurizio Turco, segretario del Partito Radicale Nonviolento Transnazionale e Transpartito, annunciò l'intenzione di raccogliere delle firme per un nuovo referendum. In un'intervista televisiva a Porta a Porta a maggio, il segretario della Lega Matteo Salvini riferì che avrebbe sostenuto la campagna del Partito Radicale, ritenendo che una riforma della giustizia non sarebbe mai stata approvata in Parlamento dal Partito Democratico e dal Movimento 5 Stelle.
Il 2 luglio il Comitato referendario Giustizia Giusta ha avviato la raccolta delle firme, sperando di ottenere un milione di sottoscrizioni entro settembre. Il segretario del PD Enrico Letta definì il referendum come "propaganda", accusando Salvini di voler "guadagnare tempo", annunciando anche di voler depositare un proprio disegno di legge sulla giustizia. Anche il presidente dell'Associazione Nazionale Magistrati Giuseppe Santalucia criticò l'uso del referendum, preferendo che la discussione sulla riforma della giustizia si svolgesse in Parlamento. Il 7 agosto Salvini dichiarò di essere vicino all'obiettivo delle 500.000 firme. Il 28 settembre 2020 il ministro della giustizia Alfonso Bonafede depositò alla Camera dei Deputati un disegno di legge volto a ottenere le deleghe al Governo per la riforma sia dell'ordinamento giudiziario sia del Consiglio superiore della magistratura, il che tra l'altro avrebbero inciso sul terzo, quarto e quinto quesito.
Pur avendo annunciato di aver raccolto almeno 700.000 firme per ciascuno dei sei referendum proposti (ben al di sopra della soglia delle 500.000 firme richieste), il 30 ottobre il Comitato Giustizia Giusta depositò la richiesta di referendum presso la Corte di cassazione con il sostegno delle delibere votate da nove consigli regionali guidati dalla coalizione di centro-destra (Basilicata, Friuli-Venezia Giulia, Liguria, Lombardia, Piemonte, Sardegna, Sicilia, Umbria e Veneto). Questa scelta ha comportato la perdita di 2,5 milioni di euro di rimborsi previsti per le spese della raccolta delle firme, escludendo altresì il Partito Radicale dal gruppo dei rappresentanti del comitato promotore: di conseguenza, solo i delegati regionali hanno avuto facoltà di finanziare spot televisivi e raccogliere sussidi in qualità di rappresentanti del comitato referendario.
Tra il 16 febbraio e l'8 marzo 2022 la Corte costituzionale ha approvato cinque dei sei quesiti proposti dai Consigli regionali. A febbraio 2022 un ordine del giorno promosso dalla Lega chiese al governo Draghi di accorpare in un solo giorno il referendum e le imminenti elezioni amministrative. La fusione tra due diversi tipi di elezioni è disciplinata dal Decreto Legislativo n. 98/2011, che però non prevede il referendum abrogativo in quanto l'astensione può essere utilizzata come mezzo per opporsi al referendum (affinché un referendum abrogativo sia dichiarato valido, alla consultazione deve partecipare la maggioranza dei cittadini aventi diritto al voto); l'unica volta precedente in cui un referendum abrogativo si era svolto insieme a un'altra elezione risaliva al 2009, quando la consultazione referendaria fu unita al ballottaggio delle elezioni amministrative. Infine, il Consiglio dei ministri ha approvato la fusione del primo turno delle elezioni amministrative e del referendum in un'unica giornata, il 12 giugno. Peraltro il primo turno delle elezioni amministrative coinvolgeva solo 8,5 milioni di elettori, mentre il quorum di validità dei referendum richiedeva un'affluenza di almeno 23 milioni di elettori.
Il 26 aprile 2022 la Camera dei deputati ha approvato in prima lettura il disegno di legge AC 2681 per la riforma dell'ordinamento giudiziario e del Consiglio superiore della magistratura; qualora il Senato avesse approvato prima del voto tale ddl ("riforma Cartabia"), il quinto quesito sarebbe automaticamente decaduto (in quanto già recepito nel ddl), mentre le norme relative al terzo e quarto quesito sarebbero state comunque modificate. La riforma Cartabia è stata approvata dal Senato il 16 giugno, pochi giorni dopo la celebrazione dei referendum.

## I quesiti

### Primo quesito
- Colore scheda: rosso

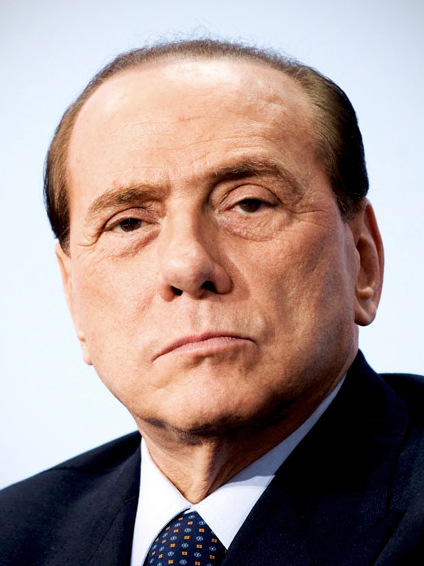
Dopo esser stato condannato definitivamente a quattro anni di reclusione per frode fiscale, l'ex premier Silvio Berlusconi decade dal Senato nel 2013 in applicazione della legge Severino.

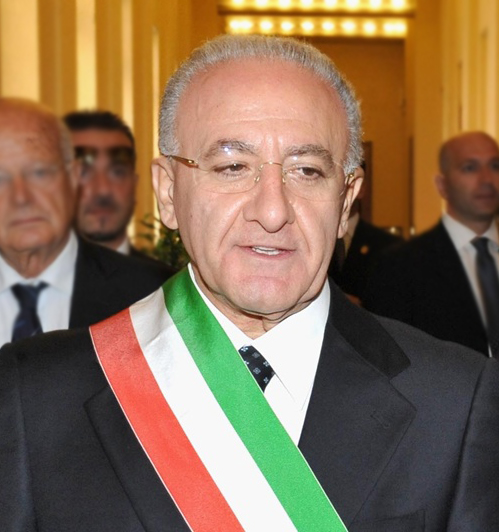
Nel 2015 Vincenzo De Luca fu sospeso dalla carica di sindaco di Salerno a seguito di una condanna in primo grado: l'ex sindaco contestò l'incostituzionalità della legge Severino, ma la Corte costituzionale respinse il ricorso. In seguito De Luca venne assolto in secondo grado.

- Titolo: Abrogazione del Testo unico delle disposizioni in materia di incandidabilità e di divieto di ricoprire cariche elettive e di Governo conseguenti a sentenze definitive di condanna per delitti non colposi
- Descrizione: Il quesito è teso ad abolire il decreto attuativo della legge Severino che prevede l'incandidabilità, l'ineleggibilità e la decadenza per i parlamentari, i membri del governo, gli europarlamentari, gli amministratori regionali e locali che siano stati condannati in via definitiva per delitti dolosi o preterintenzionali, nonché per gli amministratori regionali o locali che, indiziati per l'appartenenza ad associazioni mafiose, siano stati destinatari di una misura di prevenzione, disposta con provvedimento definitivo.

L'applicazione più nota del decreto Severino risale al 2013, quando l'ex Presidente del Consiglio Silvio Berlusconi fu condannato a quattro anni di reclusione e a una multa di 7 milioni di euro per frode fiscale nel processo Mediaset: nell'ottobre 2013 la Commissione per le elezioni e le immunità parlamentari espresse parere favorevole alla decadenza di Berlusconi e il mese successivo il Senato votò per la sua espulsione. Berlusconi presentò quindi ricorso alla Corte europea dei diritti dell'uomo, ma in seguito ritirò l'istanza dopo aver ottenuto nel 2018 dal Tribunale di Milano la riabilitazione penale per aver svolto lavori socialmente utili in una casa di riposo. Il decreto Severino fu contestato nel 2014-2015 anche dal sindaco di Napoli, Luigi De Magistris, e dal sindaco di Salerno, Vincenzo De Luca, entrambi dichiarati colpevoli in una sentenza di primo grado durante due diversi processi e quindi temporaneamente sospesi dalle proprie cariche. Poiché la legge Severino non esclude però la candidabilità per chi è stato condannato solo in primo grado, De Luca si ricandidò nel frattempo come Presidente della regione Campania per le elezioni regionali del 2015, e dopo essere stato eletto rimase subito sospeso per un breve periodo. I due sindaci presentarono ricorso al TAR, sollevando la questione di legittimità costituzionale: entrambi i ricorsi furono riconosciuti potenzialmente validi e inoltrati alla Corte costituzionale, che però li respinse riconoscendo che la Legge Severino non è incostituzionale. Peraltro, dopo che la Corte costituzionale aveva respinto i loro ricorsi, la Corte d'Appello assolse De Luca e De Magistris, i quali ritornarono ad esercitare le loro cariche. Il Tribunale ordinario di Genova sollevò un'eccezione di costituzionalità presso la Corte costituzionale per la sospensione di un consigliere regionale in una sentenza di primo grado, ma nel 2021 la Corte costituzionale non rilevò alcuna incostituzionalità della Legge Severino.
| Testo del primo quesito | Testo del primo quesito |
| ----------------------- | --- |
|                         | Volete voi che sia abrogato il Decreto Legislativo 31 dicembre 2012, n. 235 (Testo unico delle disposizioni in materia di incandidabilità e di divieto di ricoprire cariche elettive e di Governo conseguenti a sentenze definitive di condanna per delitti non colposi, a norma dell’articolo 1, comma 63, della legge 6 novembre 2012, n. 190)? |

### Secondo quesito
- Colore scheda: arancione
- Titolo: Limitazione delle misure cautelari: abrogazione dell'ultimo inciso dell'art. 274, comma 1, lettera c), codice di procedura penale, in materia di misure cautelari e, segnatamente, di esigenze cautelari, nel processo penale
- Descrizione: Il quesito mira ad eliminare il "pericolo di reiterazione del medesimo reato" dai criteri per disporre una misura cautelare personale. Ad esempio, all'indagato o all'imputato del reato di truffa non sarà più possibile applicare, nonostante la sussistenza di un pericolo concreto e attuale di reiterazione del reato, un obbligo di dimora.

| Testo del secondo quesito | Testo del secondo quesito |
| ------------------------- | --- |
|                           | Volete voi che sia abrogato il Decreto del Presidente della Repubblica 22 settembre 1988, n. 447 (Approvazione del codice di procedura penale), risultante dalle modificazioni e integrazioni successivamente apportate, limitatamente alla seguente parte: articolo 274, comma 1, lettera c), limitatamente alle parole: “o della stessa specie di quello per cui si procede. Se il pericolo riguarda la commissione di delitti della stessa specie di quello per cui si procede, le misure di custodia cautelare sono disposte soltanto se trattasi di delitti per i quali è prevista la pena della reclusione non inferiore nel massimo a quattro anni ovvero, in caso di custodia cautelare in carcere, di delitti per i quali è prevista la pena della reclusione non inferiore nel massimo a cinque anni nonché per il delitto di finanziamento illecito dei partiti di cui all’articolo 7 della legge 2 maggio 1974, n. 195 e successive modificazioni.”? |

### Terzo quesito
- Colore scheda: giallo
- Titolo: Separazione delle funzioni dei magistrati. Abrogazione delle norme in materia di ordinamento giudiziario che consentono il passaggio dalle funzioni giudicanti a quelle requirenti e viceversa nella carriera dei magistrati
- Descrizione: Il quesito è volto a sopprimere il cosiddetto sistema delle "porte girevoli", che permette a un magistrato di poter passare dal ruolo di giudicante a requirente e viceversa nel corso della propria carriera (fino ad un massimo di quattro passaggi). La separazione delle carriere tra magistrati giudicanti e requirenti fu già oggetto di un referendum abrogativo del 21 maggio 2000, che non raggiunse il quorum.

| Testo del terzo quesito | Testo del terzo quesito |
| ----------------------- | --- |
|                         | Volete voi che siano abrogati: l’ “Ordinamento giudiziario” approvato con Regio Decreto 30 gennaio 1941, n. 12, risultante dalle modificazioni e integrazioni ad esso successivamente apportate, limitatamente alla seguente parte: art. 192, comma 6, limitatamente alle parole: “, salvo che per tale passaggio esista il parere favorevole del consiglio superiore della magistratura”; la Legge 4 gennaio 1963, n. 1 (Disposizioni per l’aumento degli organici della Magistratura e per le promozioni), nel testo risultante dalle modificazioni e integrazioni ad essa successivamente apportate, limitatamente alla seguente parte: art. 18, comma 3: “La Commissione di scrutinio dichiara, per ciascun magistrato scrutinato, se è idoneo a funzioni direttive, se è idoneo alle funzioni giudicanti o alle requirenti o ad entrambe, ovvero alle une a preferenza delle altre”; il Decreto Legislativo 30 gennaio 2006, n. 26 (Istituzione della Scuola superiore della magistratura, nonché disposizioni in tema di tirocinio e formazione degli uditori giudiziari, aggiornamento professionale e formazione dei magistrati, a norma dell’articolo 1, comma 1, lettera b), della legge 25 luglio 2005, n. 150), nel testo risultante dalle modificazioni e integrazioni ad esso successivamente apportate, limitatamente alla seguente parte: art. 23, comma 1, limitatamente alle parole: “nonché per il passaggio dalla funzione giudicante a quella requirente e viceversa”; il Decreto Legislativo 5 aprile 2006, n. 160 (Nuova disciplina dell’accesso in magistratura, nonché in materia di progressione economica e di funzioni dei magistrati, a norma dell’articolo 1, comma 1, lettera a), della legge 25 luglio 2005, n. 150), nel testo risultante dalle modificazioni e integrazioni ad esso successivamente apportate, limitatamente alle seguenti parti: art. 11, comma 2, limitatamente alle parole: “riferita a periodi in cui il magistrato ha svolto funzioni giudicanti o requirenti”; art. 13, riguardo alla rubrica del medesimo, limitatamente alle parole: “e passaggio dalle funzioni giudicanti a quelle requirenti e viceversa”; art. 13, comma 1, limitatamente alle parole: “il passaggio dalle funzioni giudicanti a quelle requirenti,”; art. 13, comma 3: “3. Il passaggio da funzioni giudicanti a funzioni requirenti, e viceversa, non è consentito all’interno dello stesso distretto, né all’interno di altri distretti della stessa regione, né con riferimento al capoluogo del distretto di corte di appello determinato ai sensi dell’articolo 11 del codice di procedura penale in relazione al distretto nel quale il magistrato presta servizio all’atto del mutamento di funzioni. Il passaggio di cui al presente comma può essere richiesto dall’interessato, per non più di quattro volte nell’arco dell’intera carriera, dopo aver svolto almeno cinque anni di servizio continuativo nella funzione esercitata ed è disposto a seguito di procedura concorsuale, previa partecipazione ad un corso di qualificazione professionale, e subordinatamente ad un giudizio di idoneità allo svolgimento delle diverse funzioni, espresso dal Consiglio superiore della magistratura previo parere del consiglio giudiziario. Per tale giudizio di idoneità il consiglio giudiziario deve acquisire le osservazioni del presidente della corte di appello o del procuratore generale presso la medesima corte a seconda che il magistrato eserciti funzioni giudicanti o requirenti. Il presidente della corte di appello o il procuratore generale presso la stessa corte, oltre agli elementi forniti dal capo dell’ufficio, possono acquisire anche le osservazioni del presidente del consiglio dell’ordine degli avvocati e devono indicare gli elementi di fatto sulla base dei quali hanno espresso la valutazione di idoneità. Per il passaggio dalle funzioni giudicanti di legittimità alle funzioni requirenti di legittimità, e viceversa, le disposizioni del secondo e terzo periodo si applicano sostituendo al consiglio giudiziario il Consiglio direttivo della Corte di cassazione, nonché sostituendo al presidente della corte d’appello e al procuratore generale presso la medesima, rispettivamente, il primo presidente della Corte di cassazione e il procuratore generale presso la medesima.”; art. 13, comma 4: “4. Ferme restando tutte le procedure previste dal comma 3, il solo divieto di passaggio da funzioni giudicanti a funzioni requirenti, e viceversa, all’interno dello stesso distretto, all’interno di altri distretti della stessa regione e con riferimento al capoluogo del distretto di corte d’appello determinato ai sensi dell’articolo 11 del codice di procedura penale in relazione al distretto nel quale il magistrato presta servizio all’atto del mutamento di funzioni, non si applica nel caso in cui il magistrato che chiede il passaggio a funzioni requirenti abbia svolto negli ultimi cinque anni funzioni esclusivamente civili o del lavoro ovvero nel caso in cui il magistrato chieda il passaggio da funzioni requirenti a funzioni giudicanti civili o del lavoro in un ufficio giudiziario diviso in sezioni, ove vi siano posti vacanti, in una sezione che tratti esclusivamente affari civili o del lavoro. Nel primo caso il magistrato non può essere destinato, neppure in qualità di sostituto, a funzioni di natura civile o miste prima del successivo trasferimento o mutamento di funzioni. Nel secondo caso il magistrato non può essere destinato, neppure in qualità di sostituto, a funzioni di natura penale o miste prima del successivo trasferimento o mutamento di funzioni. In tutti i predetti casi il tramutamento di funzioni può realizzarsi soltanto in un diverso circondario ed in una diversa provincia rispetto a quelli di provenienza. Il tramutamento di secondo grado può avvenire soltanto in un diverso distretto rispetto a quello di provenienza. La destinazione alle funzioni giudicanti civili o del lavoro del magistrato che abbia esercitato funzioni requirenti deve essere espressamente indicata nella vacanza pubblicata dal Consiglio superiore della magistratura e nel relativo provvedimento di trasferimento.”; art. 13, comma 5: “5. Per il passaggio da funzioni giudicanti a funzioni requirenti, e viceversa, l’anzianità di servizio è valutata unitamente alle attitudini specifiche desunte dalle valutazioni di professionalità periodiche.”; art. 13, comma 6: “6. Le limitazioni di cui al comma 3 non operano per il conferimento delle funzioni di legittimità di cui all’articolo 10, commi 15 e 16, nonché, limitatamente a quelle relative alla sede di destinazione, anche per le funzioni di legittimità di cui ai commi 6 e 14 dello stesso articolo 10, che comportino il mutamento da giudicante a requirente e viceversa.”; il Decreto-Legge 29 dicembre 2009 n. 193, convertito con modificazioni nella legge 22 febbraio 2010, n. 24 (Interventi urgenti in materia di funzionalità del sistema giudiziario), nel testo risultante dalle modificazioni e integrazioni ad essa successivamente apportate, limitatamente alla seguente parte: art. 3, comma 1, limitatamente alle parole: “Il trasferimento d’ufficio dei magistrati di cui al primo periodo del presente comma può essere disposto anche in deroga al divieto di passaggio da funzioni giudicanti a funzioni requirenti e viceversa, previsto dall’articolo 13, commi 3 e 4, del Decreto Legislativo 5 aprile 2006, n. 160.”? |

### Quarto quesito
- Colore scheda: grigio
- Titolo: Partecipazione dei membri laici a tutte le deliberazioni del Consiglio direttivo della Corte di cassazione e dei consigli giudiziari. Abrogazione di norme in materia di composizione del Consiglio direttivo della Corte di cassazione e dei consigli giudiziari e delle competenze dei membri laici che ne fanno parte
- Descrizione: Il quesito mira a introdurre la possibilità per avvocati e professori universitari di materie giuridiche di partecipare con diritto di voto ai Consigli giudiziari, organismi territoriali per la valutazione sull'operato dei magistrati.

| Testo del quarto quesito | Testo del quarto quesito |
| ------------------------ | --- |
|                          | Volete voi che sia abrogato il Decreto Legislativo 27 gennaio 2006, n. 25 (Istituzione del Consiglio direttivo della Corte di cassazione e nuova disciplina dei Consigli giudiziari, a norma dell’articolo 1, comma 1, lettera c) della legge 25 luglio 2005 n. 150), risultante dalle modificazioni e integrazioni successivamente apportate, limitatamente alle seguenti parti: art. 8, comma 1, limitatamente alle parole “esclusivamente” e “relative all’esercizio delle competenze di cui all’articolo 7, comma 1, lettere a)”; art. 16, comma 1, limitatamente alle parole: “esclusivamente” e “relative all’esercizio delle competenze di cui all’articolo 15, comma 1, lettere a), d) ed e)”? |

### Quinto quesito
- Colore scheda: verde
- Titolo: Abrogazione di norme in materia di elezioni dei componenti togati del Consiglio superiore della magistratura
- Descrizione: Scopo del quesito è abolire l’obbligo per un magistrato che voglia essere eletto nel Consiglio superiore della magistratura di presentare dalle 25 alle 50 firme di sostegno alla candidatura. L'obiettivo è di limitare il correntismo nella magistratura. L'abolizione del voto di lista per l'elezione dei membri togati del CSM fu già oggetto del referendum abrogativo del 21 maggio 2000, che non raggiunse il quorum.

| Testo del quinto quesito | Testo del quinto quesito |
| ------------------------ | --- |
|                          | Volete voi che sia abrogata la Legge 24 marzo 1958, n. 195 (Norme sulla costituzione e sul funzionamento del Consiglio superiore della Magistratura), nel testo risultante dalle modificazioni e integrazioni ad esso successivamente apportate, limitatamente alla seguente parte: articolo 25, comma 3, limitatamente alle parole “unitamente ad una lista di magistrati presentatori non inferiore a venticinque e non superiore a cinquanta. I magistrati presentatori non possono presentare più di una candidatura in ciascuno dei collegi di cui al comma 2 dell’articolo 23, né possono candidarsi a loro volta”? |

### Quesiti non ammessi
Un ulteriore quesito inerente all'ordinamento giudiziario, riguardante la responsabilità civile diretta dei magistrati, è stato ritenuto inammissibile dalla Corte costituzionale. In precedenza, l'abrogazione di norme limitative della responsabilità civile per i giudici fu già oggetto del referendum abrogativo del 1987, il cui quesito promosso da Partito Radicale, Partito Socialista e Partito Liberale superò il quorum (65,1%) e fu approvato dalla maggioranza dei votanti (80,2%).
La Corte costituzionale ha inoltre respinto i due quesiti promossi dall'Associazione Luca Coscioni sull'omicidio del consenziente e sulla depenalizzazione della cannabis.
Tre proposte referendarie volte all'abolizione della caccia in Italia e promosse da due comitati di piccole associazioni animaliste e vegane non hanno superato la soglia delle 500.000 firme. In precedenza, altri quesiti per l'abrogazione di alcune norme sulla caccia furono oggetto dei referendum del 1990 e referendum del 1997, che non raggiunsero il quorum.
Non ottennero le 500.000 firme necessarie nemmeno quattro referendum per l'abolizione dell'obbligo di Green Pass, promossi da un comitato di comuni cittadini e studenti universitari.

## Posizioni

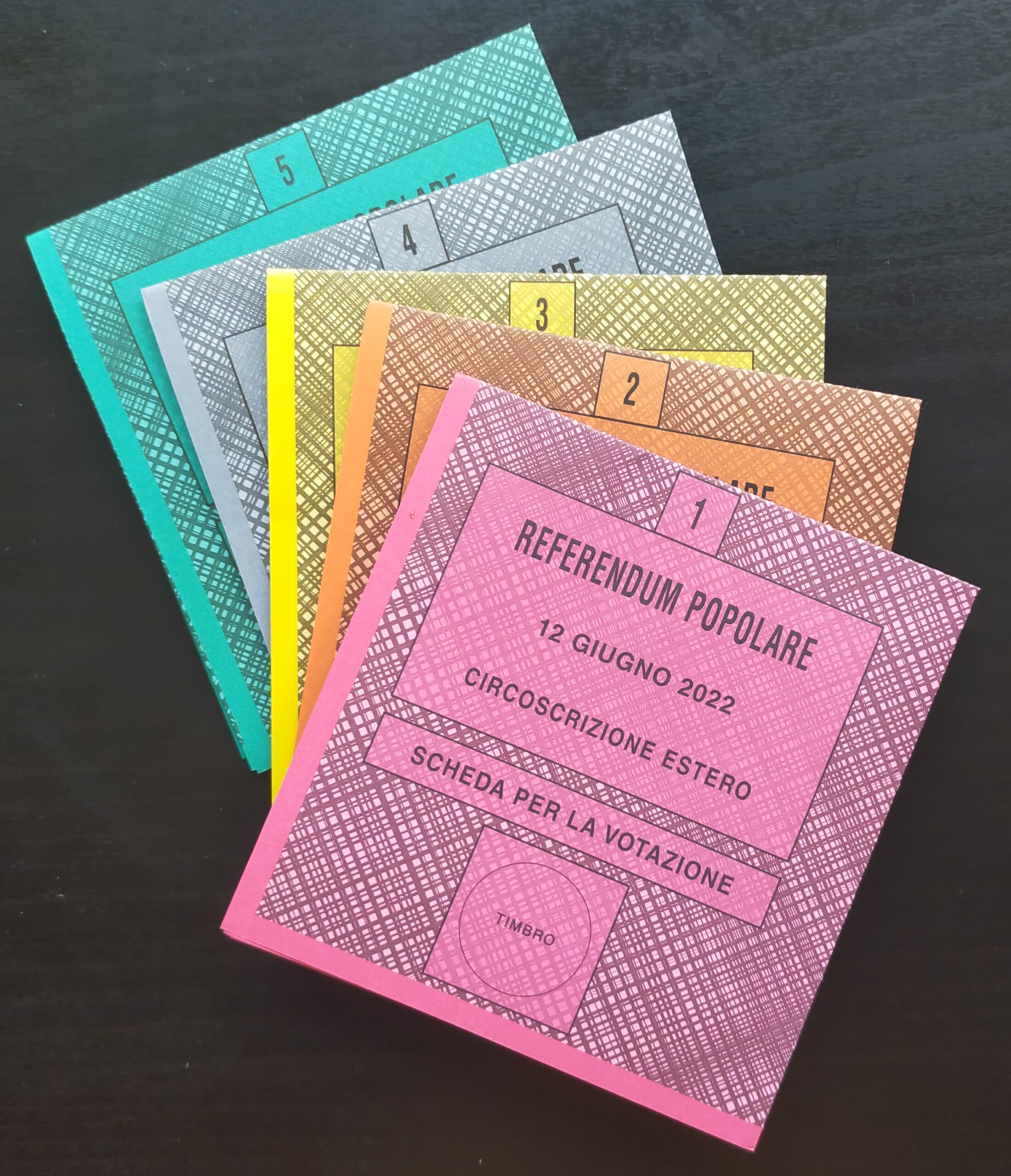
Le cinque schede elettorali (Circoscrizione Estero).

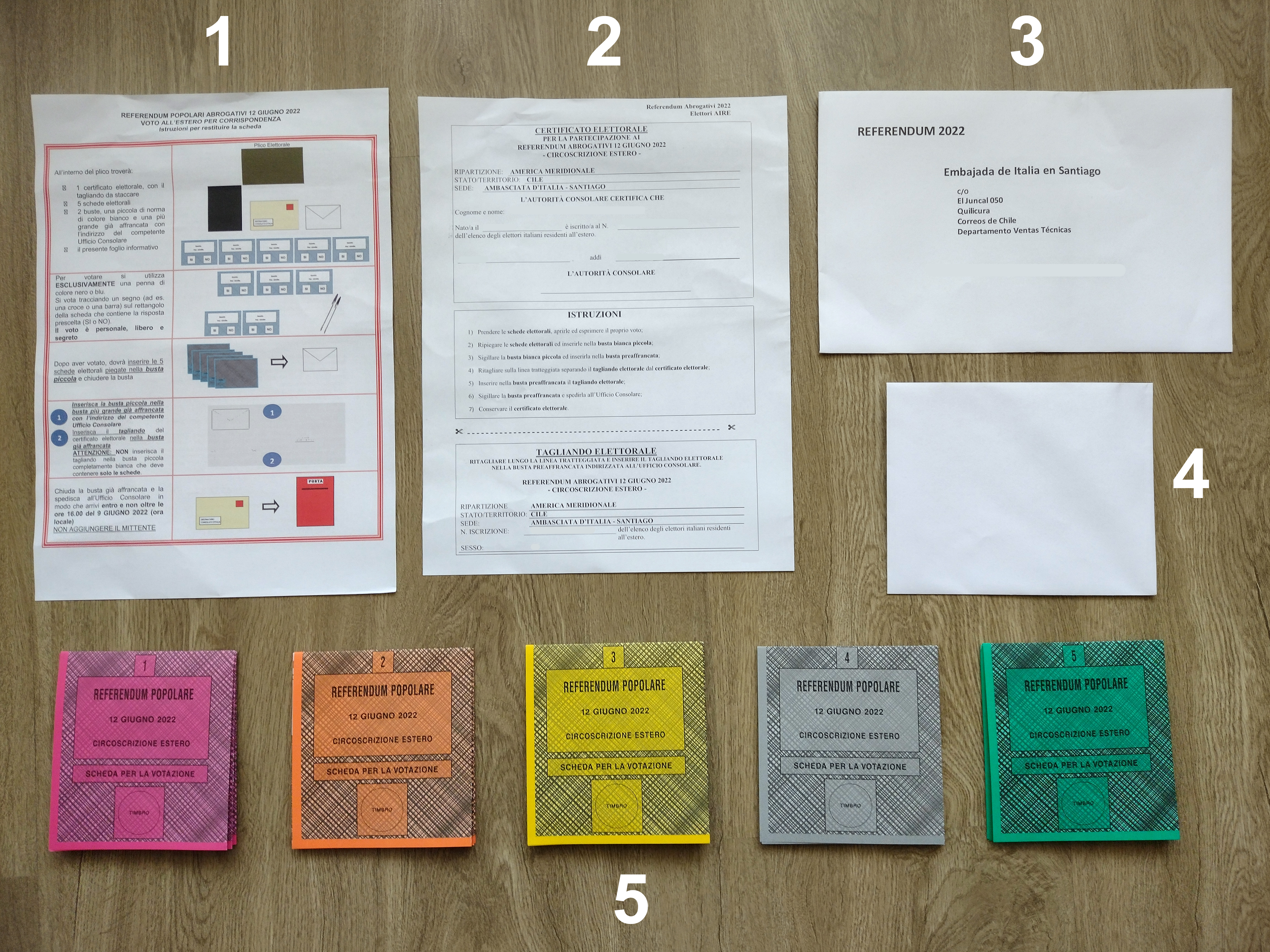
Plico elettorale della Circostrizione Estero

### Principali partiti politici
| Partito | Partito                                      | 1° quesito               | 2° quesito               | 3° quesito               | 4° quesito               | 5° quesito               | Fonte                |    |    |        |
| ------- | -------------------------------------------- | ------------------------ | ------------------------ | ------------------------ | ------------------------ | ------------------------ | -------------------- | -- | -- | ------ |
| Partito | Partito                                      |                          | Movimento 5 Stelle (M5S) | No                       | No                       | No                       | Fonte                | No | No | [ 51 ] |
|         | Lega (LSP)                                   | Sì                       | Sì                       | Sì                       | Sì                       | Sì                       | [ 52 ]               |    |    |        |
|         | Partito Democratico (PD)                     | No (con libertà di voto) | No (con libertà di voto) | No (con libertà di voto) | No (con libertà di voto) | No (con libertà di voto) | [ 53 ] [ 54 ]        |    |    |        |
|         | Forza Italia (FI)                            | Sì                       | Sì                       | Sì                       | Sì                       | Sì                       | [ 55 ]               |    |    |        |
|         | Fratelli d'Italia (FdI)                      | No                       | No                       | Sì                       | Sì                       | Sì                       | [ 56 ] [ 57 ] [ 58 ] |    |    |        |
|         | Italia Viva (IV)                             | Sì                       | Sì                       | Sì                       | Sì                       | Sì                       | [ 59 ]               |    |    |        |
|         | Coraggio Italia (CI)                         | Sì                       | Sì                       | Sì                       | Sì                       | Sì                       | [ 60 ]               |    |    |        |
|         | Alternativa (A)                              | No                       | No                       | No                       | Sì                       | Libertà di voto          | [ 61 ]               |    |    |        |
|         | Italia al Centro (IaC)                       | Sì                       | Sì                       | Sì                       | Sì                       | Sì                       | [ 62 ]               |    |    |        |
|         | Articolo Uno (Art.1)                         | Libertà di voto          | Libertà di voto          | Libertà di voto          | Libertà di voto          | Libertà di voto          | [ 63 ]               |    |    |        |
|         | Südtiroler Volkspartei (SVP)                 | No                       | No                       | No                       | No                       | No                       | [ 64 ]               |    |    |        |
|         | Azione (Az)                                  | Sì                       | Sì                       | Sì                       | Sì                       | Sì                       | [ 65 ]               |    |    |        |
|         | Centro Democratico (CD)                      | Astensione               | Astensione               | Astensione               | Astensione               | Astensione               | [ 66 ]               |    |    |        |
|         | Unione di Centro (UDC)                       | Sì                       | Sì                       | Sì                       | Sì                       | Sì                       | [ 67 ]               |    |    |        |
|         | Noi con l'Italia (NcI)                       | Sì                       | Sì                       | Sì                       | Sì                       | Sì                       | [ 68 ]               |    |    |        |
|         | Italexit per l'Italia (IpI)                  | Astensione               | Astensione               | Astensione               | Astensione               | Astensione               | [ 69 ]               |    |    |        |
|         | +Europa (+Eu)                                | Sì                       | Sì                       | Sì                       | Sì                       | Sì                       | [ 70 ]               |    |    |        |
|         | Sinistra Italiana (SI)                       | No                       | No                       | No                       | No                       | No                       | [ 71 ] [ 72 ]        |    |    |        |
|         | Partito Socialista Italiano (PSI)            | Sì                       | Sì                       | Sì                       | Sì                       | Sì                       | [ 52 ] [ 73 ]        |    |    |        |
|         | Noi di Centro (NdC)                          | Sì                       | Sì                       | Sì                       | Sì                       | Sì                       | [ 74 ]               |    |    |        |
|         | Partito Comunista (PC)                       | No                       | No                       | No                       | No                       | No                       | [ 75 ]               |    |    |        |
|         | Potere al Popolo! (PaP!)                     | Astensione               | Astensione               | Astensione               | Astensione               | Astensione               | [ 76 ]               |    |    |        |
|         | Rinascimento (R)                             | Sì                       | Sì                       | Sì                       | Sì                       | Sì                       | [ 77 ]               |    |    |        |
|         | Unione Sudamericana Emigrati Italiani (USEI) | Sì                       | Sì                       | Sì                       | Sì                       | Sì                       | [ 78 ]               |    |    |        |
|         | Union Valdôtaine (UV)                        | Libertà di voto          | Libertà di voto          | Libertà di voto          | Libertà di voto          | Libertà di voto          | [ 79 ]               |    |    |        |
|         | Partito della Rifondazione Comunista (PRC)   | No o Astensione          | No o Astensione          | No o Astensione          | No o Astensione          | No o Astensione          | [ 80 ]               |    |    |        |
|         | Radicali Italiani (RI)                       | Sì                       | Sì                       | Sì                       | Sì                       | Sì                       | [ 81 ]               |    |    |        |
|         | Partito Autonomista Trentino Tirolese (PATT) | Sì                       | Sì                       | Sì                       | Sì                       | Sì                       | [ 82 ]               |    |    |        |

1. ↑  Pur prendendo ufficialmente posizione per il No, il PD ha indicato libertà di voto. Cfr.  Referendum: dal sì di Lega e Fi al no di M5S e Pd (ma con libertà di voto), maggioranza spaccata sulla giustizia, su ilsole24ore.com, 22 maggio 2022. URL consultato il 26 maggio 2022.

### Comitati referendari
| Scelta | Comitato                                                    | Portavoce / Promotori                                     | Sito ufficiale                                                           | Fonte  |
| ------ | ----------------------------------------------------------- | --------------------------------------------------------- | ------------------------------------------------------------------------ | ------ |
| Sì     | Comitato Io Dico Sì                                         | Jacopo Morrone Partito Radicale, Lega, FI, PSI, UdC, NPSI | referendumgiustizia.it Archiviato il 10 maggio 2022 in Internet Archive. | [ 52 ] |
| Sì     | Comitato promotore Giustizia Giusta                         | Matteo Salvini, Maurizio Turco                            | comitatogiustiziagiusta.it                                               | [ 52 ] |
| Sì     | Comitato Garantista per il Sì                               | Italia Europea, Comitato Ventotene                        | garantistiperilsi.it                                                     | [ 83 ] |
| Sì     | Tutti Sì                                                    | +Europa, Azione                                           |                                                                          | [ 84 ] |
| Sì     | Comitato SI per la Libertà, SI per la Giustizia             | Carlo Nordio                                              | unsiperlagiustizia.it                                                    | [ 52 ] |
| Sì     | Comitato 6G                                                 | Alfonso Fimiani                                           | comitato6g.it                                                            | [ 52 ] |
| No     | Comitato Nazionale per il No sui referendum sulla giustizia | Alleanza Giellista, Critica Liberale                      |                                                                          | [ 85 ] |
| No     | Comitato per il NO ai referendum sulla giustizia            | Domenico Gallo                                            |                                                                          | [ 86 ] |
| No     | Comitato il NO mediante il NON                              | Riccardo Mastrorillo                                      | ilnomedianteilnon.it                                                     | [ 52 ] |

### Altri organismi
Il Consiglio Nazionale Forense ha invitato i cittadini a votare sì alla consultazione elettorale.

## Sondaggi

### Affluenza
| Data              | Sondaggista         | Campione | Affluenza           | Affluenza  | Affluenza  | Affluenza  | Affluenza  |      |      |      |
| Data              | Sondaggista         | Campione | 1° quesito          | 2° quesito | 3° quesito | 4° quesito | 5° quesito |      |      |      |
| ----------------- | ------------------- | -------- | ------------------- | ---------- | ---------- | ---------- | ---------- | ---- | ---- | ---- |
| Data              | Sondaggista         | Campione | 16–18 febbraio 2022 | SWG        | 800        | 37.0       | 28.0       | 36.0 | 28.0 | 28.0 |
| 4–9 maggio 2022   | SWG                 | 1.200    | 31.0–35.0           | 31.0–35.0  | 31.0–35.0  | 29.0–33.0  | 29.0–33.0  |      |      |      |
| 10–12 maggio 2022 | Demopolis           | 1.500    | 30.0                | 30.0       | 30.0       | 30.0       | 30.0       |      |      |      |
| 17–19 maggio 2022 | Ipsos               | 1,000    | 29.0                | 29.0       | 31.0       | 27.0       | 27.0       |      |      |      |
| 18–23 maggio 2022 | SWG                 | 1,200    | 26.0–30.0           | 26.0–30.0  | 26.0–30.0  | 26.0–30.0  | 26.0–30.0  |      |      |      |
| 24-26 maggio 2022 | Termometro Politico | 3,000    | 32.6–46.7           | 32.6–46.7  | 32.6–46.7  | 32.6–46.7  | 32.6–46.7  |      |      |      |

### Quesiti
| Data           | Rilevatore | Campione | 1° quesito                                                    | 1° quesito | 1° quesito        | 1° quesito | 2° quesito | 2° quesito | 2° quesito        | 2° quesito | 3° quesito | 3° quesito | 3° quesito        | 3° quesito | 4° quesito | 4° quesito | 4° quesito        | 4° quesito | 5° quesito | 5° quesito | 5° quesito        | 5° quesito |      |      |      |      |      |      |      |      |
| Data           | Rilevatore | Campione | Si                                                            | No         | Astenuto / Non so | Scarto     | Si         | No         | Astenuto / Non so | Scarto     | Si         | No         | Astenuto / Non so | Scarto     | Si         | No         | Astenuto / Non so | Scarto     | Si         | No         | Astenuto / Non so | Scarto     |      |      |      |      |      |      |      |      |
| -------------- | ---------- | -------- | ------------------------------------------------------------- | ---------- | ----------------- | ---------- | ---------- | ---------- | ----------------- | ---------- | ---------- | ---------- | ----------------- | ---------- | ---------- | ---------- | ----------------- | ---------- | ---------- | ---------- | ----------------- | ---------- | ---- | ---- | ---- | ---- | ---- | ---- | ---- | ---- |
| Data           | Rilevatore | Campione | 15–17 gen 2022                                                | Ipsos      | 1.000             | Scarto     | 20.0       | 26.0       | 54.0              | Scarto     | 6.0        | 17.0       | 26.0              | Scarto     | 57.0       | 9.0        | 36.0              | Scarto     | 10.0       | 54.0       | 26.0              | Scarto     | 28.0 | 12.0 | 60.0 | 16.0 | 23.0 | 11.0 | 66.0 | 12.0 |
| Data           | Rilevatore | Campione | La Corte costituzionale approva i referendum (15–16 febbraio) |            |                   |            |            |            |                   |            |            |            |                   |            |            |            |                   |            |            |            |                   |            |      |      |      |      |      |      |      |      |
| 16–18 feb 2022 | SWG        | 800      | 14.0                                                          | 66.0       | 20.0              | 52.0       | 26.0       | 46.0       | 28.0              | 20.0       | 64.0       | 15.0       | 21.0              | 43.0       | 53.0       | 16.0       | 31.0              | 22.0       | 39.0       | 23.0       | 38.0              | 16.0       |      |      |      |      |      |      |      |      |
| 4–9 mag 2022   | SWG        | 1.200    | 24.0                                                          | 54.0       | 22.0              | 30.0       | 29.0       | 38.0       | 33.0              | 9.0        | 47.0       | 22.0       | 31.0              | 25.0       | 39.0       | 25.0       | 36.0              | 14.0       | 35.0       | 29.0       | 36.0              | 6.0        |      |      |      |      |      |      |      |      |
| 10-12 mag 2022 | Demopolis  | 1.500    | 32.0                                                          | 58.0       | 10.0              | 26.0       | 33.0       | 52.0       | 15.0              | 19.0       | 51.0       | 24.0       | 25.0              | 27.0       | N.D.       | N.D.       | N.D.              | N.D.       | N.D.       | N.D.       | N.D.              | N.D.       |      |      |      |      |      |      |      |      |
| 17–19 mag 2022 | Ipsos      | 1,000    | 11.0                                                          | 14.0       | 4.0               | 3.0        | 11.0       | 13.0       | 5.0               | 2.0        | 21.0       | 4.0        | 6.0               | 17.0       | 15.0       | 6.0        | 6.0               | 9.0        | 14.0       | 6.0        | 7.0               | 8.0        |      |      |      |      |      |      |      |      |
| 18–23 mag 2022 | SWG        | 1,200    | 42.0                                                          | 58.0       | 23.0              | 16.0       | 46.0       | 54.0       | 32.0              | 8.0        | 71.0       | 29.0       | 34.0              | 42.0       | 66.0       | 34.0       | 35.0              | 32.0       | 59.0       | 41.0       | 36.0              | 18.0       |      |      |      |      |      |      |      |      |

## Esito

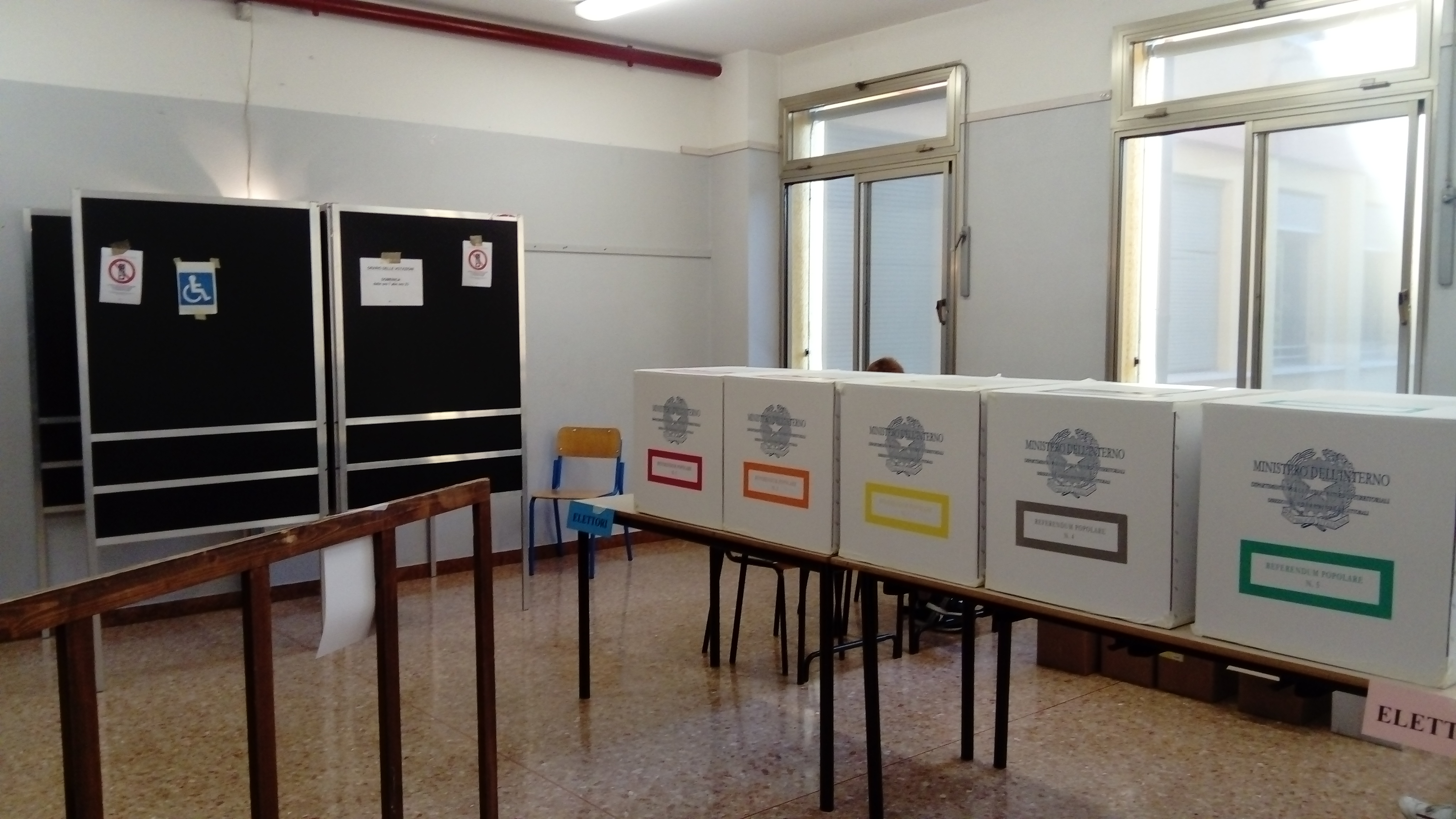
Un seggio elettorale

Il corpo elettorale per i 5 quesiti referendari era di 50 915 402 elettori, di cui 4 735 783 all'estero (rilevazione alla data dell'8 giugno 2022).
I 61 569 seggi elettorali sono rimasti aperti dalle ore 7:00 alle 23:00 nella sola giornata di domenica 12 giugno 2022.
Al termine della giornata elettorale, la consultazione è risultata essere quella con la più bassa affluenza nella storia dell'istituto referendario all'interno del sistema repubblicano italiano, battendo il precedente record negativo dei referendum del 2009.

### Affluenza alle urne

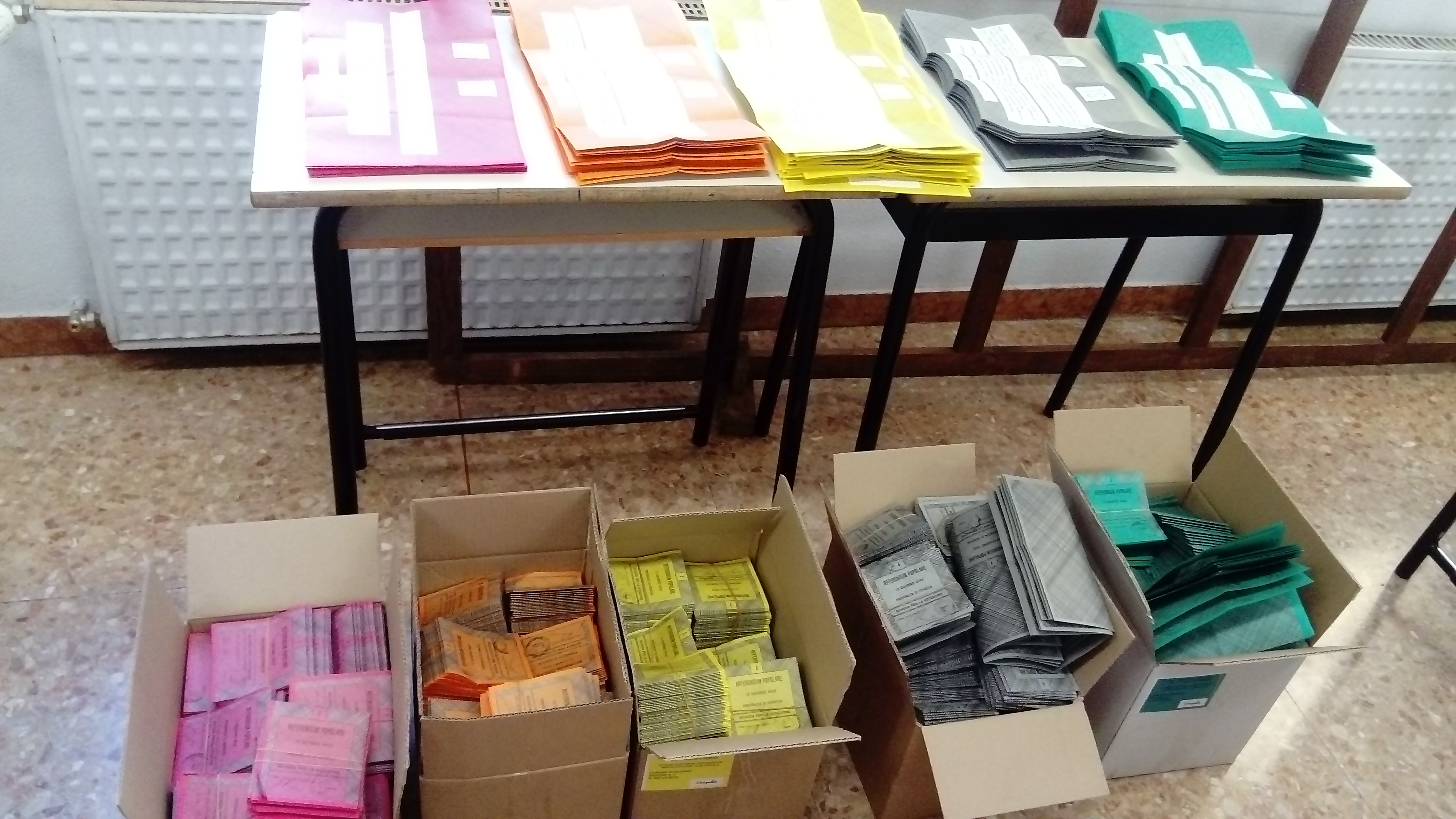
Schede autenticate in un seggio

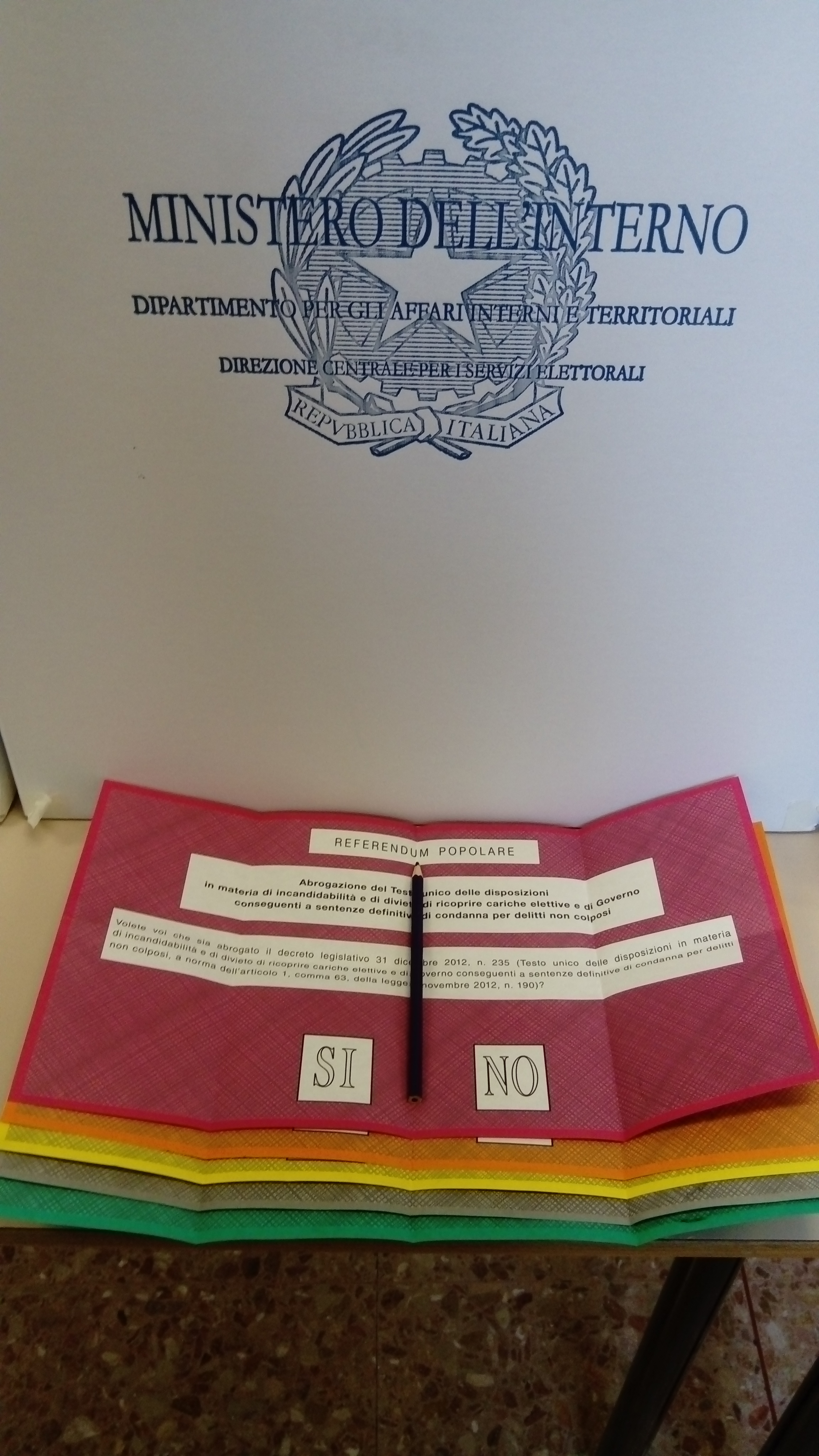
Schede per la votazione dei referendum 2022

| Quesito | Quesito    | Italia    | Italia    | Italia    | Estero | Totale |
| Quesito | Quesito    | ore 12:00 | ore 19:00 | ore 23:00 | Estero | Totale |
| ------- | ---------- | --------- | --------- | --------- | ------ | ------ |
|         | 1° quesito | 6,77%     | 14,83%    | 20,94%    | 15,50% | 20,42% |
|         | 2° quesito | 6,76%     | 14,83%    | 20,93%    | 15,49% | 20,41% |
|         | 3° quesito | 6,77%     | 14,83%    | 20,93%    | 15,49% | 20,41% |
|         | 4° quesito | 6,76%     | 14,83%    | 20,92%    | 15,44% | 20,40% |
|         | 5° quesito | 6,77%     | 14,83%    | 20,92%    | 15,49% | 20,40% |

Fonte: Ministero dell'interno
Affluenza nelle regioni
| Regione                           | 1° quesito    | 2° quesito | 3° quesito | 4° quesito | 5° quesito |        |
| --------------------------------- | ------------- | ---------- | ---------- | ---------- | ---------- | ------ |
| Regione                           | Valle d'Aosta | 16,53%     | 16,52%     | 16,51%     | 16,49%     | 16,49% |
| Piemonte                          | 21,69%        | 21,67%     | 21,67%     | 21,65%     | 21,66%     |        |
| Liguria                           | 28,20%        | 28,15%     | 28,15%     | 28,12%     | 28,12%     |        |
| Lombardia                         | 21,83%        | 21,82%     | 21,83%     | 21,82%     | 21,81%     |        |
| Trentino-Alto Adige               | 13,04%        | 13,04%     | 13,04%     | 13,04%     | 13,04%     |        |
| Veneto                            | 26,86%        | 26,84%     | 26,85%     | 26,84%     | 26,84%     |        |
| Friuli-Venezia Giulia             | 26,05%        | 26,03%     | 26,04%     | 26,02%     | 26,02%     |        |
| Emilia-Romagna                    | 20,92%        | 20,91%     | 20,91%     | 20,90%     | 20,90%     |        |
| Toscana                           | 19,57%        | 19,55%     | 19,56%     | 19,54%     | 19,54%     |        |
| Marche                            | 20,72%        | 20,71%     | 20,72%     | 20,71%     | 20,71%     |        |
| Umbria                            | 17,18%        | 17,17%     | 17,18%     | 17,17%     | 17,17%     |        |
| Lazio                             | 18,30%        | 18,25%     | 18,26%     | 18,25%     | 18,25%     |        |
| Abruzzo                           | 22,28%        | 22,27%     | 22,28%     | 22,27%     | 22,27%     |        |
| Molise                            | 13,98%        | 13,97%     | 13,98%     | 13,97%     | 13,97%     |        |
| Campania                          | 16,92%        | 16,92%     | 16,93%     | 16,92%     | 16,92%     |        |
| Basilicata                        | 16,77%        | 16,76%     | 16,76%     | 16,76%     | 16,76%     |        |
| Puglia                            | 21,37%        | 21,36%     | 21,37%     | 21,36%     | 21,36%     |        |
| Calabria                          | 20,03%        | 20,03%     | 20,03%     | 20,03%     | 20,03%     |        |
| Sicilia                           | 23,32%        | 23,31%     | 23,32%     | 23,31%     | 23,31%     |        |
| Sardegna                          | 14,50%        | 14,49%     | 14,49%     | 14,48%     | 14,49%     |        |
| Totale Italia                     | 20,94%        | 20,93%     | 20,93%     | 20,92%     | 20,92%     |        |
| Europa                            | 13,08%        | 13,09%     | 13,08%     | 13,06%     | 13,06%     |        |
| America meridionale               | 21,95%        | 21,84%     | 21,86%     | 21,77%     | 21,90%     |        |
| America settentrionale e centrale | 11,10%        | 11,33%     | 11,32%     | 11,28%     | 11,32%     |        |
| Africa, Asia, Oceania e Antartide | 10,79%        | 10,77%     | 10,81%     | 10,72%     | 10,77%     |        |
| Circoscrizione Estero             | 15,50%        | 15,49%     | 15,49%     | 15,44%     | 15,49%     |        |
| Totale (Italia+Estero)            | 20,42%        | 20,41%     | 20,41%     | 20,40%     | 20,40%     |        |

### Scrutini

1° quesito
2° quesito
3° quesito
4° quesito
5° quesito

| Quesito | Quesito    | Elettori   | Votanti    | Affluenza | SI        | %      | NO        | %      | Schede nulle | Schede bianche | Schede contestate |
| ------- | ---------- | ---------- | ---------- | --------- | --------- | ------ | --------- | ------ | ------------ | -------------- | ----------------- |
|         | 1° quesito | 50 910 473 | 10 431 801 | 20,42%    | 5 093 092 | 53,08% | 4 501 877 | 46,92% | 219 631      | 616 268        | 933               |
|         | 2° quesito | 50 910 473 | 10 424 638 | 20,41%    | 5 271 228 | 53,37% | 4 249 305 | 44,63% | 226 364      | 677 146        | 595               |
|         | 3° quesito | 50 910 473 | 10 427 034 | 20,41%    | 6 968 829 | 73,26% | 2 543 081 | 26,74% | 231 017      | 682 995        | 1 112             |
|         | 4° quesito | 50 910 473 | 10 419 689 | 20,40%    | 6 715 104 | 71,28% | 2 705 341 | 28,72% | 245 682      | 752 871        | 691               |
|         | 5° quesito | 50 910 473 | 10 421 827 | 20,40%    | 6 776 491 | 71,63% | 2 684 184 | 28,37% | 239 168      | 721 157        | 827               |

Risultati nelle regioni
| Regione                           | 1° quesito    | 1° quesito | 2° quesito | 2° quesito | 3° quesito | 3° quesito | 4° quesito | 4° quesito | 5° quesito | 5° quesito |        |
| Regione                           | Sì            | No         | Sì         | No         | Sì         | No         | Sì         | No         | Sì         | No         |        |
| --------------------------------- | ------------- | ---------- | ---------- | ---------- | ---------- | ---------- | ---------- | ---------- | ---------- | ---------- | ------ |
| Regione                           | Valle d'Aosta | 55,34%     | 44,66%     | 56,12%     | 43,88%     | 74,01%     | 25,99%     | 71,94%     | 28,06%     | 72,52%     | 27,48% |
| Piemonte                          | 52,92%        | 47,09%     | 54,82%     | 45,18%     | 73,19%     | 26,81%     | 71,42%     | 28,58%     | 71,63%     | 28,37%     |        |
| Liguria                           | 47,54%        | 52,46%     | 49,45%     | 50,55%     | 68,39%     | 31,61%     | 65,91%     | 34,09%     | 66,31%     | 33,69%     |        |
| Lombardia                         | 58,67%        | 41,33%     | 60,66%     | 39,34%     | 78,56%     | 21,44%     | 77,30%     | 22,70%     | 77,47%     | 22,53%     |        |
| Trentino-Alto Adige               | 47,74%        | 52,26%     | 49,70%     | 50,30%     | 68,11%     | 31,89%     | 67,35%     | 32,65%     | 67,65%     | 32,35%     |        |
| Veneto                            | 58,37%        | 41,63%     | 60,13%     | 39,87%     | 79,38%     | 20,62%     | 78,01%     | 21,99%     | 78,18%     | 21,82%     |        |
| Friuli-Venezia Giulia             | 55,80%        | 44,20%     | 57,07%     | 42,93%     | 76,37%     | 23,63%     | 74,77%     | 25,23%     | 75,04%     | 24,96%     |        |
| Emilia-Romagna                    | 51,34%        | 48,66%     | 53,60%     | 46,40%     | 72,84%     | 27,16%     | 71,02%     | 28,98%     | 71,36%     | 28,64%     |        |
| Toscana                           | 52,29%        | 47,71%     | 54,68%     | 45,32%     | 74,45%     | 25,55%     | 71,97%     | 28,03%     | 72,74%     | 27,26%     |        |
| Marche                            | 53,47%        | 46,53%     | 55,81%     | 44,19%     | 75,42%     | 24,58%     | 72,89%     | 27,11%     | 73,65%     | 26,35%     |        |
| Umbria                            | 57,76%        | 42,24%     | 60,13%     | 39,87%     | 78,79%     | 21,21%     | 76,37%     | 23,63%     | 76,96%     | 23,04%     |        |
| Lazio                             | 52,88%        | 47,12%     | 55,53%     | 44,47%     | 74,44%     | 25,56%     | 72,06%     | 27,94%     | 74,04%     | 26,96%     |        |
| Abruzzo                           | 56,22%        | 43,78%     | 58,43%     | 41,57%     | 75,60%     | 24,40%     | 72,84%     | 27,16%     | 73,60%     | 26,40%     |        |
| Molise                            | 53,32%        | 46,68%     | 56,16%     | 43,84%     | 74,79%     | 25,21%     | 71,48%     | 28,52%     | 72,12%     | 27,88%     |        |
| Campania                          | 50,35%        | 49,65%     | 53,05%     | 46,95%     | 69,96%     | 30,04%     | 67,31%     | 32,69%     | 68,40%     | 31,60%     |        |
| Basilicata                        | 54,20%        | 45,80%     | 57,36%     | 42,64%     | 72,76%     | 27,24%     | 69,99%     | 30,01%     | 70,79%     | 29,21%     |        |
| Puglia                            | 49,33%        | 50,67%     | 51,19%     | 48,81%     | 69,20%     | 30,80%     | 66,36%     | 33,64%     | 67,10%     | 32,90%     |        |
| Calabria                          | 57,56%        | 42,44%     | 60,81%     | 39,19%     | 73,18%     | 26,82%     | 70,73%     | 29,27%     | 71,95%     | 28,05%     |        |
| Sicilia                           | 50,96%        | 49,04%     | 52,81%     | 47,19%     | 67,52%     | 32,48%     | 64,66%     | 35,34%     | 65,86%     | 34,14%     |        |
| Sardegna                          | 57,08%        | 42,92%     | 59,80%     | 40,20%     | 73,75%     | 26,25%     | 71,36%     | 28,64%     | 72,07%     | 27,93%     |        |
| Totale Italia                     | 53,97%        | 46,03%     | 56,12%     | 43,88%     | 74,01%     | 25,99%     | 71,94%     | 28,06%     | 72,52%     | 27,48%     |        |
| Europa                            | 44,11%        | 55,89%     | 47,30      | 52,70%     | 64,94%     | 35,06%     | 63,68%     | 36,32%     | 63,19%     | 36,81%     |        |
| America meridionale               | 38,30%        | 61,70%     | 42,98%     | 57,02%     | 62,45%     | 37,55%     | 61,75%     | 38,25%     | 57,01%     | 42,99%     |        |
| America settentrionale e centrale | 44,25%        | 55,75%     | 49,59%     | 50,41%     | 63,54%     | 36,46%     | 64,33%     | 35,67%     | 61,28%     | 38,72%     |        |
| Africa, Asia, Oceania e Antartide | 45,25%        | 54,75%     | 48,75%     | 51,25%     | 60,92%     | 39,08%     | 61,07%     | 38,93%     | 59,41%     | 40,59%     |        |
| Circoscrizione Estero             | 41,58%        | 59,42%     | 45,59%     | 54,41%     | 63,59%     | 36,44%     | 62,75%     | 37,25%     | 60,15%     | 39,85%     |        |
| Totale (Italia+Estero)            | 53,08%        | 46,92      | 55,37%     | 44,63      | 73,26%     | 26,74      | 71,28%     | 28,72      | 71,63%     | 28,37%     |        |

- 1° quesito
- 2° quesito
- 3° quesito
- 4° quesito
- 5° quesito